# Nilowo
Nilowo (russisch Нилово, deutsch (Groß) Polleyken, 1938–1946 Polleiken) ist ein Ort in der russischen Oblast Kaliningrad. Er gehört zur kommunalen Selbstverwaltungseinheit Munizipalkreis Osjorsk im Rajon Osjorsk.

## Geographische Lage
Nilowo liegt 23 Kilometer westlich der Rajonstadt Osjorsk (Darkehmen/Angerapp) an der Kommunalstraße 27K-193, die Ablutschje (Kurkenfeld) an der Regionalstraße 27A-025 (ex R508) mit Korolenkowo (Oschkin/Oschern) an der Regionalstraße 27A-037 (ex A197) verbindet. In Nilowo mündet ein Landweg von Belinskoje (Abellienen/Ilmenhagen) her kommend. Ein Bahnanschluss besteht nicht.

## Geschichte
Der Gutsbezirk Groß Polleyken wurde am 9. April 1874 dem neu eingerichteten Amtsbezirk Abellienen (heute russisch: Belinskoje) im Kreis Gerdauen zugeordnet. Im Jahre 1910 zählte das Gutsdorf 178 Einwohner. Am 30. September 1928 kam es zum Zusammenschluss der Landgemeinde Klein Polleyken (nach 1945 russisch: Nowoje Nilowo, nicht mehr existent) und dem Gutsbezirk Groß Polleyken zur neuen Landgemeinde Polleyken, in der 1933 244 Einwohner, 1939 noch 234 Einwohner registriert waren. 1938 wurde die Schreibweise der Gemeinde in Polleiken geändert und deren Ortsteil entsprechend mit Groß Polleiken bezeichnet.
Im Januar 1945 wurde der Ort von der Roten Armee besetzt. Die neue Polnische Provisorische Regierung ging zunächst davon aus, dass er mit dem gesamten Kreis Gerdauen unter ihre Verwaltung fallen würde. Im Potsdamer Abkommen (Artikel VI) von August 1945 wurde die neue sowjetisch-polnische Grenze aber unabhängig von den alten Kreisgrenzen anvisiert, wodurch der Ort unter sowjetische Verwaltung kam. Im November 1947 erhielt der Ort den russischen Namen Opuschki und wurde gleichzeitig dem Dorfsowjet Nekrassowski selski Sowet im Rajon Osjorsk zugeordnet. Die polnische Umbenennung des Ortes (als Polleiken) in Polejki Wielkie im Juni 1948 wurde nicht mehr wirksam. Von 2008 bis 2014 gehörte Nilowo zur Landgemeinde Nowostrojewskoje selskoje posselenije, von 2015 bis 2020 zum Stadtkreis Osjorsk und seither zum Munizipalkreis Osjorsk.

## Kirche
Vor 1945 war das von einer überwiegend evangelischen Bevölkerung bewohnte Groß Polleyken ebenso wie die Landgemeinde Polleyken (Polleiken) in das Kirchspiel Karpowen (1938–1946 Karpauen, seit 1946: Nekrassowo) eingepfarrt und gehörte damit zum Kirchenkreis Darkehmen (1938–1946 Angerapp, seit 1946: Osjorsk) in der Kirchenprovinz Ostpreußen der Kirche der Altpreußischen Union. Der letzte deutsche Geistliche war Pfarrer Ernst Salkowski.
Während der Sowjetzeit war kirchliches Leben untersagt. Erst in den 1990er Jahren bildeten sich in der seit 1991/92 russischen Oblast Kaliningrad wieder neue evangelische Gemeinden, die sich zur Propstei Kaliningrad in der Evangelisch-Lutherischen Kirche Europäisches Russland (ELKER) zusammenschlossen. Nilowo liegt im Einzugsbereich der Gemeinde Tschernjachowsk (Insterburg).